# آب‌دوست
آب‌دوست یا هیدروفیل (به انگلیسی: Hydrophile) در شیمی و زیست‌شناسی سلول کاربرد دارد و یک پدیدهٔ فیزیکی در مولکول‌ها است که به آب جذب شده یا تمایل به حل شدن در آن دارند.
مولکول‌های هیدروفیل طبق قوانین ترمودینامیک علاوه بر تمایل و قابلیت برای حل شدن در آب، در هر محلول قطبی دیگری می‌توانند حل شوند، زیرا به خاطر قطبی بودن و با ایجاد پیوند هیدروژنی به‌آسانی با آب و دیگر مولکول‌های قطبی محلول شده و از ترکیب با چربی و روغن و هر مولکول آب‌گریز دیگری سر باز می‌زنند. این پدیده در غشای سلولی جایگاه ویژه‌ای دارد.

## صنعت
برخی مواد و ترکیبات که کلوئید نام دارند، با وجود یک سر هیدروفیل و یک دم هیدروفوب قابلیت ترکیب با هر دو مولکول قطبی و غیرقطبی را دارند. از این پدیده در ساخت صابون استفاده می‌شود. از دیگر استفاده‌های این پدیده می‌توان از پنبه‌های با قابلیت جذب بالا (پنبه هیدروفیل) و انواع دستمال‌های جدید در بازار برای پاک کردن سطوح در خانه‌داری نام برد.

## پالاینده هیدروفیلیک
در صنعت و در روند شامه‌پالایش* یا پالایش به وسیلهٔ پرده و غشای کاغذی یا ریزپارچه (میکروتکستایل)، فیلترهای غشایی هیدروفیلیک کاربردهای فراوانی برای پالایش انواع مایع دارد.
این نوع فیلتر هیدروفیل در زمینه‌های پزشکی، صنعتی و بیوشیمیایی برای فیلتر کردن عناصری از قبیل باکتری‌ها، ویروس‌ها، پروتئین‌ها، ذرات، داروها و دیگر مواد سمی کاربرد دارد.
بر خلاف دیگر فیلترهای پرده‌ای، فیلتر هیدروفیل نیازی به خیساندن اولیه ندارد. فیلتر هیدروفیل می‌تواند مایعات و آب را در حالت خشک نیز پالایش کند. اگرچه این نوع پالایندهٔ آب‌دوست در فرایندهای تصفیه حرارتی نسبت به دمای زیاد ناتوان است، ولی نوع تازه فیلترهای هیدروفیل قابلیت فیلتر کردن مایعات با دمای بالا را نیز پیدا کرده‌اند.